# Hadí jed

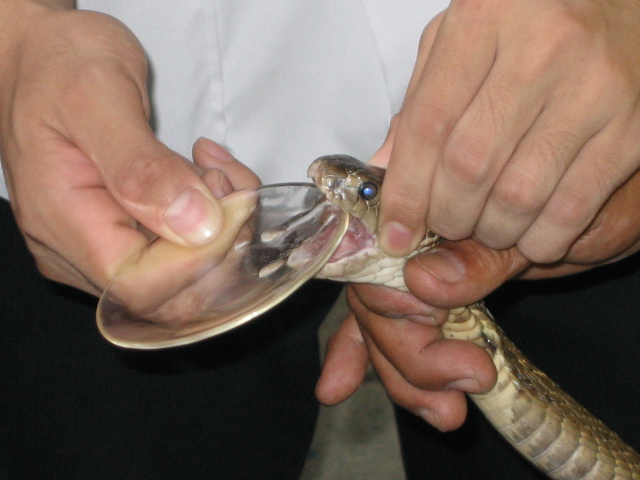
Odběr hadího jedu pro výrobu séra (protijedu, který lze podat lidem, kteří byli hadem uštknuti) nebo pro výrobu různých druhů léků.

Hadí jed (hadí toxin) je fyziologicky aktivní složka jedového aparátu jedovatých hadů. Jde o vysoce modifikované sliny, které obsahují zootoxiny, usnadňující znehybnění, usmrcení i trávení kořisti, a chrání hady před útočníky. Aplikovány jsou jedovými zuby při kousnutí, některé druhy jsou také schopny jed také plivat.
Téměř všichni hadi produkují jed v žlázách na patře. Někteří jej pak vypouštějí do ústní dutiny (což není příliš efektivní), další jej aplikují za pomoci rýhovaných či dutých jedových zubů. Jed slouží jednak při lovu, jednak k obraně hada. Mezi nejnebezpečnější jedovaté hady patří taipani, kobry, korálovci, mamby či vodnáři. Nebezpečnost hada určuje toxicita jedu, velikost jeho dávky, způsob aplikace i umístění jedových zubů (někteří hadi mají jedové zuby dost vzadu a před aplikací si potřebují oběť přežvýknout a posunout hlouběji do úst. To lze použít u menší kořisti (např. myši), kterou to pomáhá usmrtit, pro obranu před velkým predátorem to je ovšem naprosto nepraktické.
Jediný jedovatý had v Česku je zmije obecná.
Pro počty úmrtí lidí, způsobených hadím uštknutím nejsou k dispozici žádné spolehlivé zdroje, počet obětí se odhaduje na 21 000 až 94000 ročně (květen 2008).
Systematický výzkum a analýza hadího jedu je uskutečňován až od druhé poloviny 20. století. Ze známých asi 3200 druhů hadů je asi 1300 druhů jedovatých.
Po biochemické stránce jsou suché složky hadích jedů složeny z více než 90 % proteinů a polypeptidů, včetně enzymů.

## Produkce jedu
Jed je produkován jedovými žlázami, což jsou pozměněné slinné žlázy. Jed je produkován i hady škrtiči a nejedovatými, kde však má jed úkol napomoci trávicímu procesu.

## Imunita vůči jedu

### U živočichů
Žádný živočich není stoprocentně odolný vůči hadímu jedu, ani samotní jedovatí hadi nejsou absolutně imunní vůči vlastnímu jedu, ačkoli jejich odolnost je ovšem velká (např. pakobra páskovaná může být až 180 000krát odolnější vůči vlastnímu jedu než morče, nebo více než 10 000krát odolnější vůči jedu kobry indické). Jsou však známy případy, kdy jedovatý had nepřežil útok jiného jedovatého druhu. Kupříkladu zmije páví zahynula za dva dny po uštknutí od kobry indické, jiná už za 47 minut po uštknutí od kobry obojkové. Ale známy jsou i případy, kdy jedovatý had nepřežil útok téhož druhu. Jeden samec kobry obojkové kousnutý menší samicí stejného druhu pošel za devět dní od incidentu. Rovněž zmije útočná uhynula, a to za jediný den, po uštknutí jiné zmije útočné. V těchto případech záleží též na tom, kam přesně je had uštknut a jestli nejsou zasaženy důležité orgány.
Ti živočichové, kteří se hady živí, mají vyvinutou dědičnou odolnost. Velmi odolné jsou např. promyky, které dokážou snést 100krát větší dávku jedu, než jaká usmrtí morče o stejné hmotnosti. Africká promyka o váze 700 g snese dávku téměř 20 mg jedu kobry kapské, nebo dokáže vydržet dávku 15 mg jedu mamby černé, zatímco stejná dávka jedu může zabít téměř 1 000 myší. Ale odolná už není třeba vůči zmijímu jedu: srovnatelná dávka takového jedu zahubí morče i promyku. Promyky z Indie jsou 25krát odolnější než králík vůči jedu kobry indické, ale promyky žijící na ostrovech, kde jedovatí hadi nežijí, jsou už pouze osmkrát odolnější než králík. Surikata je zase velmi odolná vůči jedu korálovcovitých. I vůči jedu kobry je surikata 1 000krát odolnější než třeba ovce: jedinec o hmotnosti 500 g bez větších problémů snese dávku 10 mg jedu kobry kapské. Také ježek, který se živí též zmijemi, snese až 40krát větší dávku zmijího jedu než morče.

### U lidí
Žádný člověk není imunní vůči hadímu jedu a nemůže takovou obranyschopnost získat, ani za předpokladu, že bude několikrát uštknut. Takový člověk sice může být odolnější, ale jestliže bude vystaven většímu množství jedu, ochrání ho pouze sérum, protože lidský organismus nedokáže reagovat natolik, aby si dovedl vytvořit dostatečné množství protilátek. Ovšem stupeň odolnosti u lidí je různý, některý člověk může být mnohem odolnější než druzí, i v závislosti na tom, jak je daný jed v těle zpracován, tj. na tom, jak je toxická sloučenina metabolizována (na procesu látkové přeměny) nebo vylučována z těla ven.
Existují nadšenci, kteří tvrdí, že jsou nebo dokážou být vůči hadímu jedu imunní a dobrovolně si nechávají vpravit hadí jed do těla, aby si silnou imunitu vytvořili a mohli nabídnout svou krev pacientům ohroženým na životě. Jde však o pečlivě kontrolované a ředěné dávky jedu, v praxi takzvaný mithridatismus (tolerance k jedům získané požíváním postupně se zvyšujících dávek jedu). Jedním z hlavních „průkopníků“, Bill Haast (1915–2011), který byl za svůj život uštknut více než 170krát a přežil, si patrně nějakou odolnost vůči jedům skutečně vybudoval, nebo se mu zvýšila. Transfúze s jeho krví pomohly zachránit životy více než 20 pacientům uštknutým jedovatým hadem, kterým nemohl být podán vhodný protijed. Americký amatérský vědec Tim Friede, který v roce 2016 poskytl rozhovor např. britskému deníku The Independent, se pokouší získat imunitu podobným způsobem, že se nechává od svých jedovatých hadů (mamby, taipana či kobry) dobrovolně uštknout. Ačkoli po dvou po sobě jdoucích uštknutí od kobry v roce 2011 upadl do kómatu a málem zemřel, ve výzkumu pokračoval dál a na kontě už měl asi 160 uštknutí. Věří, že získá takovou imunitu, která pak pomůže spoustě lidem na celém světě.

## Typy jedu

### Neurotoxin
Neurotoxin je druh jedu, který působí na nervovou soustavu. Produkují ho jedové žlázy většiny korálovcovitých hadů žijících na souši (kobry, korálovci, mamby,…).

### Myotoxin
Myotoxin je jed působící na svalovinu. V jedových žlázách ho mají všechny mořské druhy korálovcovitých hadů (vodnáři, vlnožilové) a některé suchozemské druhy korálovcovitých hadů žijících v Austrálii.

### Hemotoxin
Hemotoxin je druh jedu, který rozkládá krevní buňky uštknuté kořisti. Produkují ho jedové žlázy druhů hadů z čeledi zmijovitých (zmije, chřestýši, ploskolebci apod.).

## Medicínské využití
Jedy hadů se užívají v medicíně. Hadí jed jako léčivo byl známý již ve starověku. Užitečné jsou díky velkému obsahu enzymů, používají se při léčbě zánětů a k tlumení bolesti. Dále také pomáhá proti revmatismu, zánětům šlach, svalů a oparům.[zdroj⁠?!]